# 장즈민
장즈민(중국어: 张志民, 병음: Zhāng Zhìmín, 한자음: 장지민, 1926년 5월 21일 ~ 1998년)은 중국의 시인이다. 허베이성 완핑(宛平)현성 출신으로, 본명은 발음이 같은 장즈민(张稚民)이다. 국공 내전 시기에 중국의 농촌에서 벌어진 눈물겨운 사실들을 주제로 한 서사시를 여러 편 썼다. 
장즈민의 대표작으로는 서사시 〈불가사리〉(死不着)가 있다. 국공 내전 당시, 시인이 농민들과 함께 겨떡을 먹으면서 간고한 생활을 하며 써 낸 것이다. 이 시에서는 가난한 농민 불가사리가 구사회에서 겪은 57년간의 비참한 운명을 하소연하였다. 그가 57년간 겪은 비인간적인 생활은 구 중국 농민들의 공통적인 신세의 축도였다. 시의 제2부분에서는 농민들의 당과 마오쩌둥에 대한 애정과 환락의 정을 구가하였다. 이 시에서는 대비적 수법, 북방 속담과 세련된 구두어를 재치있게 인용함으로써 인물들의 형상을 한결 두드러지게 하였으며 작품에서의 민간적 색체를 더욱 진하게 하였다.